# The Settlers
The Settlers è un videogioco per PC e Amiga di strategia in tempo reale, ma con un ritmo di gioco più lento rispetto ai tradizionali titoli dello stesso genere. È stato sviluppato dalla Blue Byte Software nel 1993.

## Modalità di gioco
Il giocatore deve costruire e gestire un insediamento coloniale. I sentieri disegnati dal giocatore, le cui estremità sono denotate da bandiere, permettono la comunicazione e il trasporto di unità e merci. Le merci vengono trasportate da un punto all'altro tramite una catena umana, in cui le unità, che stazionano sempre fra due bandiere, prendono una merce da una bandiera e la lasciano presso la bandiera successiva. Presso una bandiera si possono accumulare fino a otto oggetti, e un sistema di priorità permette al giocatore di decidere quali tipi di merci vanno raccolte per prime. Le unità vengono create automaticamente, e inizialmente sono "disoccupate". Quando viene costruito un edificio, un'unità viene convertita nel tipo di lavoratore necessario a quell'edificio, ma solo se è disponibile il necessario attrezzo. Le unità possono anche essere convertite in combattenti, che servono a conquistare gli insediamenti nemici, se ci sono delle armi disponibili. Gli attrezzi e le armi vengono costruiti da particolari edifici utilizzando il metallo estratto dalle miniere. Il giocatore deve decidere la priorità che hanno i quattro tipi di miniere (ferro, oro, carbone e pietra) nel ricevere il cibo, la priorità che hanno i vari edifici nel ricevere i metalli estratti, e altri aspetti di questo tipo, oltre a posizionare attentamente gli edifici e i sentieri per far circolare velocemente le merci. Vista la complessità delle meccaniche di gioco, una singola partita può durare anche più di 50 ore.

## Serie
The Settlers diede inizio a una serie con molti seguiti:
- The Settlers II: Veni, Vidi, Vici (1996)
- The Settlers III (1998)
- The Settlers IV (2001)
- The Settlers: Heritage of Kings (2004)
- The Settlers II 10th Anniversary (2006)
- The Settlers: Rise of an Empire (2007)
- The Settlers 7: Paths to a Kingdom (2010)
- The Settlers Online (2011)
- The Settlers: Kingdoms of Anteria (2016)
- The Settlers: New Allies (2023)